# Двадцята династія єгипетських фараонів
XX династія — одна з династій фараонів в Стародавньому Єгипті. Її правлінням закінчилося  Нове царство, після чого настав так званий  Третій перехідний період. Разом з  XIX династією їх часто об'єднують в династію  Рамессидів.

## Історія
Обставини зміни  XIX династії на XX не дуже добре відомі. Ймовірно після смерті  Рамсеса II Великого центральна влада ослабла, а також відновилося протистояння між різними угрупованнями, затихле на деякий час після закінчення правління  Аменхотепа IV (Ехнатона). Наприкінці правління жінки-фараона Таусерт, з XIX династії, в Єгипті виникла громадянська війна, в якій взяли участь і іноземці. В результаті на престолі її змінив (можливо повалив) Сетнахт, що заснував XX династію. Його походження невідоме, але можливо, що його батьком був один із синів фараона Рамсеса II Великого. Його дружина Тейє Меренісет можливо була дочкою фараона Мернептаха.
Євсевій Кесарійський, цитуючи Манефона, повідомляє, що в XX династії було 12 фараонів, що правили 172 роки. Сучасні єгиптологи хронологічно правління XX династії відносять до періоду:
- 1186/1185 — 1070/1069 роки до н. е. (бл. 116 років) — по Ю. фон Бекерату;
- 1190–1077 роки до н. е. (бл. 113 років) — по Е. Хорнунгу, Р. Крауссу і Д. Уорбертону[3].

Під час свого недовгого правління енергійний Сетнахт, який намагався продовжувати традиції Рамсеса II Великого, зміг вивести Єгипет з кризи, придушивши повстання в Єгипті і зміцнивши центральну владу. Під час тривалого правління його сина  Рамсеса III, яке ознаменувалося військовими походами і перемогами, а також колосальним храмовим будівництвом, влада фараона ще більше зміцнилася. Але це був останній період розквіту Єгипту. Незважаючи на окремі успіхи Рамсеса III, під час його правління процес ослаблення Єгипту продовжився. Бажаючи отримати допомогу жрецтва, фараон надав багато привілеїв храмам, а також робив їм величезні пожертвування. В результаті значення жрецтва значно зросло, храми стали себе протиставляти центральній владі. Крім того, завойовницькі походи, які вів Рамсес III, призвели до зменшення армії. Внутрішнє становище в Єгипті погіршувалося, а скарбниця меншала. На тлі цього почалися чвари між різними придворними угрупованнями, а сам Рамсес III став жертвою однієї зі змов.

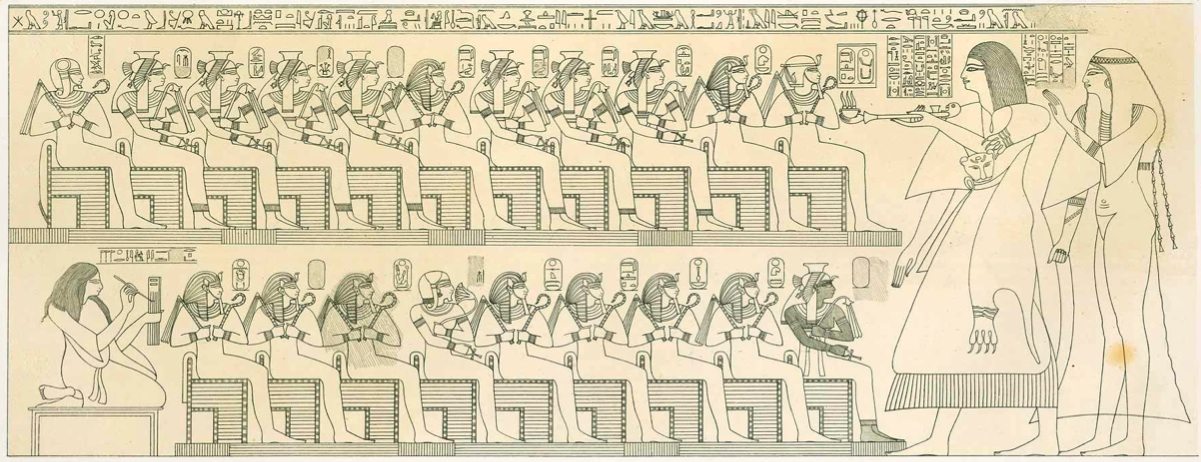
Стела з гробниці ХХ династії Єгипту, на якій зображений ряд фараонів Середнього і Нового царства

При спадкоємцях Рамсеса III влада фараона ще сильніше ослабла. Вже під час правління Рамсеса IV Єгипет втратив практично всі завойовані раніше володіння в Палестині і Сирії, зберігши за собою тільки  Нубію. При цьому посилився політичний та економічний поділ  Нижнього і  Верхнього Єгипту, де влада поступово зосередилася в руках  фіванських жерців Амона. При цьому пост верховного жерця Амона у Фівах став фактично спадковим. Під час правління Рамсеса III і Рамсеса IV цю посаду обіймав Рамсеснахт, потім його змінив син,  Аменхотеп, який під час правління Рамсеса III був верховним жерцем Амона в  Ель Кабі. Аменхотеп був верховним жерцем Амона у Фівах ще під час правління  Рамсеса IX. У той час як влада і престиж фараонів зменшувалися, влада і багатство Аменхотепа збільшувалося. Фараони не могли цьому нічого протиставити, верховний жрець Аменхотеп мав сильний вплив на фараона, отримуючи від нього різні почесті. Спроба Рамсеса IX зменшити права верховного жерця Амона провалилися.
Під час правління XX династії почастішали розграбування гробниць фараонів в  Долині царів. Збереглися  папіруси Еббота і Амхерста, які стосуються 19 року правління Рамсеса IX, в яких описується розслідування обставин розграбування поховань фараона  XIII династії Собекемсафа, а також фараонів XIX династії Рамсеса II і Сеті I. З фараонів  XVIII — XX династій тільки мумії  Аменхотепа II і Тутанхамона були знайдені в своїх гробницях.
Під час правління  Рамсеса XI, останнього правителя XX династії, в руках верховного жерця Амона Херіхора виявилися зосереджені всі вищі державні посади — чаті і глави єгипетської армії.
Традиційно вважається, що після смерті Рамсеса XI влада в Південному Єгипті виявилася в руках верховного жерця Херіхора, який проголосив себе фараоном, утворивши незалежну жрецьку державу. При цьому в  Дельті це не визнали, там утворилася своя династія —  XXI, котра правила з Танісі. В результаті, Єгипет як єдина держава перестала існувати, почався період староєгипетської історії, який називається  Третім перехідним періодом. Водночас історик І. А. Стучевський висунув гіпотезу, за якою Херіхор був проголошений фараоном ще за життя Рамсеса XI, оскільки він помер до 25 року правління Рамсеса XI, коли його на посаді верховного жерця Амона змінив Піанхі. Згідно Стучевського, після смерті Херіхора його син Піанхі не ризикнув прийняти титул фараона, оскільки його противником виступив правитель Нижнього Єгипту Несубанебджед. Тільки син Піанхі, Пінеджем I, став знову використовувати царську титулатуру.

## Список фараонів
| Ім'я        | Тронне ім'я                   | Дати правління (роки до н. е.)      | Дати правління (роки до н. е.) | Примітки |
| Ім'я        | Тронне ім'я                   | Е. Хорнунг, Р. Краусс, Д. Уорбертон | Ю. фон Бекерат                 | Примітки |
| Сетнахт     | Усеркаура                     | 1190—1188                           | 1186/1185 — 1183/1182          |          |
| Рамсес III  | Усермаатра Меріамон           | 1187—1157                           | 1183/1182 — 1152/1151          |          |
| Рамсес IV   | Усер/Хекамаатра Сетепенамон   | 1156—1150                           | 1152/1151 — 1145/1144          |          |
| Рамсес V    | Усермаатра Сехеперенра        | 1149—1146                           | 1145/1144 — 1142/1140          |          |
| Рамсес VI   | Небмаатра Меріамон            | 1145—1139                           | 1142/1140 — 1134/1132          |          |
| Рамсес VII  | Усермаатра Сетепенра Меріамон | 1138—1131                           | 1134/1132 — 1126/1123          |          |
| Рамсес VIII | Усермаатра Ахенамон           | 1130                                | 1126/1123 — 1125/1121          |          |
| Рамсес IX   | Неферкара Сетепенра           | 1129—1111                           | 1125/1121 — 1107/1103          |          |
| Рамсес X    | Хепермаатра Сетепенра         | 1110—1107                           | 1107/1103 — 1103/1099          |          |
| Рамсес XI   | Менмаатра Сетепенптах         | 1106—1077                           | 1103/1099 — 1070/1069          |          |

## У культурі
Кінець правління XX династії описаний в романі польського письменника  Болеслава Пруса «Фараон», головним героєм якого є вигаданий фараон Рамсес XIII, син реально існуючого фараона  Рамсеса XI (в романі він названий Рамсес XII), який намагається протистояти могутньому жерцеві Амона Херіхору. Цей роман був екранізований польським режисером  Єжи Кавалеровичем.